# Asa Akira
Asa Takigami, född den 3 januari 1985 i New York, är en japansk-amerikansk porrskådespelare, skribent och filmregissör, verksam under artistnamnet Asa Akira. 2013 blev hon den tredje asiatiska skådespelaren (efter Asia Carrera och Stephanie Swift) att vinna AVN Award i kategorin Bästa kvinnliga skådespelare. 2019 valdes hon in i AVN Hall of Fame.

## Biografi

### Tidiga år
Akira föddes i New York, som enda barnet i en japansk invandrarfamilj och där farfadern var diplomat. När farfadern på grund av sitt arbete flyttade vidare till ett nytt land stannade hans då 17-årige son (Akiras far) kvar i staden. Han inledde senare en relation med Akiras blivande mor, som befann sig i staden genom ett skolrelaterat utbytesprogram.
Från sex till 13 års ålder bodde hon och familjen dock i Japan, och under den tiden gick hon i amerikansk skola med fadern arbetade för en tidning baserad i Tokyo. Tillbaka i USA studerade hon vid den privata United Nations International School på Manhattan. Akiras far arbetar som fotograf och modern på en ideell förening, efter att under dotterns uppväxt ha stannat hemma.
Som barn uppmärksammades hon av sin fotograferande far för alla upptåg och grimaser hon gjorde, något som hon själv bidrog till att hon kom att uppskatta rampljuset och att bli fotograferad/filmad. Hennes vilda ungdomsår inkluderade även en high school-tid med snatteri, droganvändning vid 14 års ålder, arbete i bokhandel, praktik på en modetidning som lämnade en fadd eftersmak, lapdance på Hustler Club i New York och kortare erfarenheter som eskort och dominatrix. Hon fascinerades av de kvinnliga gästerna på Howard Sterns pratshow på TV-kanalen E!, något som bidrog till en nyfikenhet på sexbranschen.

### Skådespelare och regissör
Hon debuterade i sexbranschen 2006, efter att ha blivit kontaktad på gatan i New York av en talangscout för/ägare av den numera nedlagda sexklubben Nutcracker Suite. Efter arbetet som dominatrix där arbetade hon ett tag som strippa på Manhattans Hustler Club, och blev intresserad av att även pröva på porrskådespelande. När Akira senare samma år flyttat till Florida dök hon regelbundet upp på radioshowen Bubba the Love Sponge och blev känd som "the Show Whore". Så dags hade hon träffat den etablerade porrskådespelerskan Gina Lynn, vilket blev inkörsporten för att debutera inom den pornografiska branschen. Hon tog sig artistnamnet Asa Akira, med sitt privata förnamn samt namnet på en figur från anime (jämför Akira).

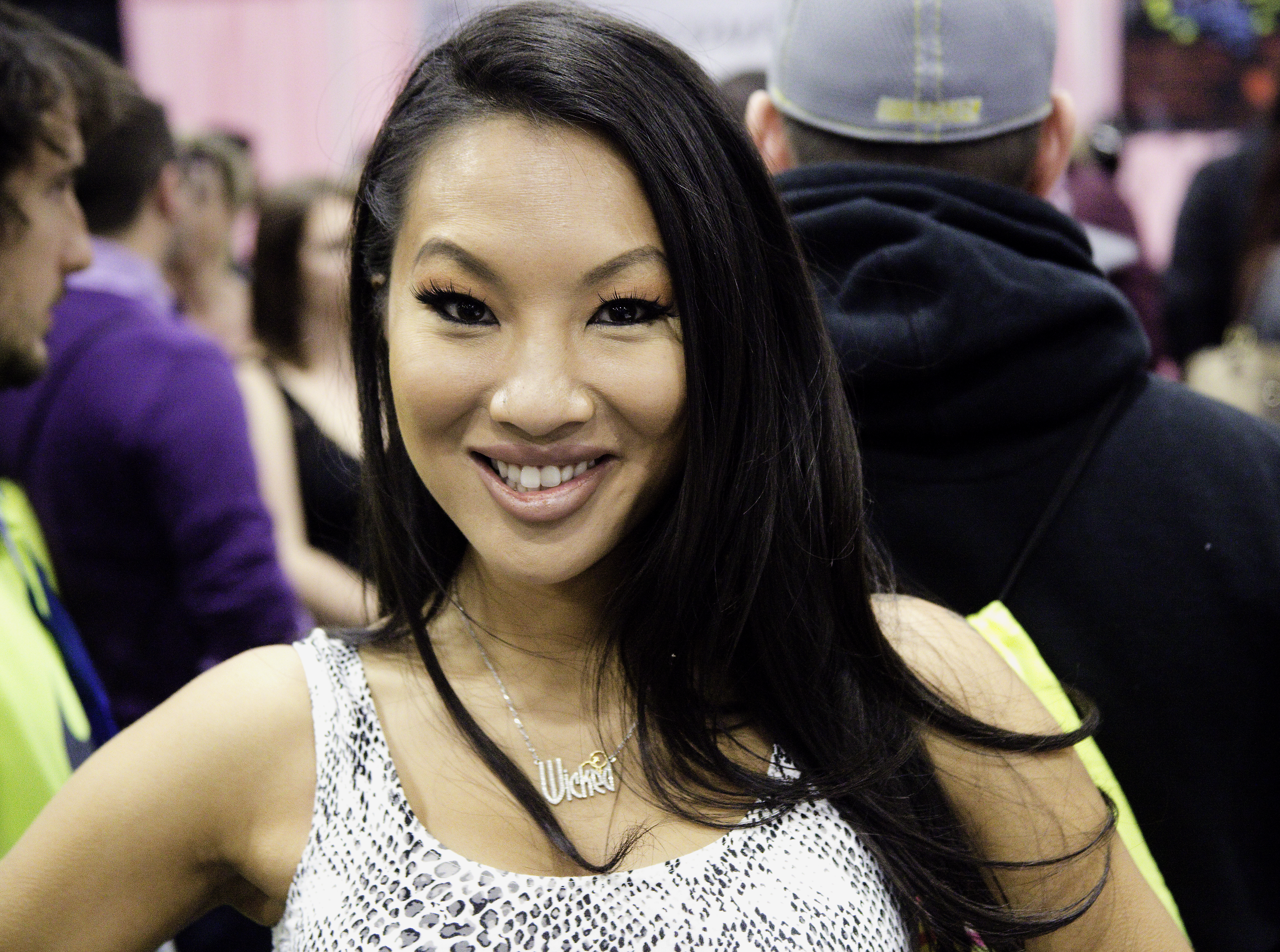
Asa Akira 2015, på branschmässan Exxxotica New Jersey.

Asa Akiras första man-kvinna-scen gjordes med Travis Knight för Gina Lynn Productions. Då hade hon redan gjort flera scener med andra kvinnor. För sin roll i filmen Pure (2009) fick hon flera nomineringar vid XBiz- och AVN-galorna. Hon fortsatte även sina kontakter med radiobranschen och gjorde 2016 och 2017 inslag för Barstool Sports.
Hösten 2013 skrev hon ett ettårigt kontrakt med produktionsbolaget Wicked Pictures. Hon skulle trots detta kunna fortsätta arbeta med regi för konkurrerande Elegant Angel, en syssla hon inledde tidigare under 2013 via filmen Gangbanged 6. Hon skulle även kunna fortsatta arbeta med striptease (en vanlig sidosyssla inom branschen). Vid tillfället hade hon även den uppmärksammade Mark Spiegler som agent. Akira ansåg att Wickeds policy att endast producera scener med användande av kondom var ett plus.
Akira har fram till 2019 medverkat i över 700 filmer. Filmer med hennes deltagande har fram till hösten 2023 visats drygt 400 miljoner gånger på videoplattformen Pornhub. Vid samma tid hade den stora konkurrenten XVideos levererat en dryg miljard visningar med hennes filmer.
Sedan cirka 2019 har hon slutat spela in scener för utomstående produktionsbolag. Hon fortsätter dock som webbkameramodell och med egna produktioner via Onlyfans, där hon 2023 hade över 1 miljon följare.

### Andra aktiviteter
2014 publicerade hon självbiografin Insatiable: Porn – A Love Story. Två år senare kom en andra memoarbok, betitlad Dirty Thirty.
Hon är sedan 2018 värd för The Pornhub Podcast, där hon fram till 2023 producerat 74 avsnitt med intervjuer med folk inom och utom porrbranschen. Samma år debuterade hon i rollen som "ambassadör" (i praktiken en marknadsföringstjänst för Pornhub).

## Åsikter, stil och uppmärksammande
Akira definierar sig själv som feminist, och hon ser inte att hennes yrkesval skulle behöva diskvalificera henne från den identiteten. 2014 publicerade hon en uppmärksammad artikel i tidningen Playboy med titeln "Just Because I Do Porn Doesn't Mean I'm Not a Feminist". Däremot inser hon att hon på grund av sitt yrkesval är utestängd från en mängd olika arbeten, inklusive med barn. Hon talar ofta om diskrimineringen som sexarbetare upplever i förhållande till sociala medier.
Hon ser sig själv som hypersexuell och exhibitionist. Detta gör enligt henne att hon trivs ovanligt bra med sin medverkan i porrbranschen, samtidigt som hon erkänner att alla människor inte skulle uppskatta hennes jobb på samma sätt. Hon anser att arbete endast för pengarnas skull är prostitution – oavsett yrkesbransch. Hon accepterar att framför kameran ofta få spela en stereotypt sexualiserad asiatisk kvinna, i en bransch där 70 procent är vita och endast cirka var 20:e har asiatiskt ursprung; hon drar dock en skarp skiljelinje mellan dessa objektifierade roller och sitt privata jag.
Efter en vild ungdomstid säger hon sig i princip ha varit nykterist sedan 22 års ålder, samtidigt som hon dricker en hel del grönt te. Detta har inte hindrat bartenders i Australien från att skapa varianter av pornstar martini med namnet "Asa Akira". Recepten utgår från gin, kombinerat med antingen persikolikör och persikopuré toppat med Miraculous Foamer och prosecco eller kombinerat med melonsaft och toppat med sake med smak av puffat ris.

## Privatliv

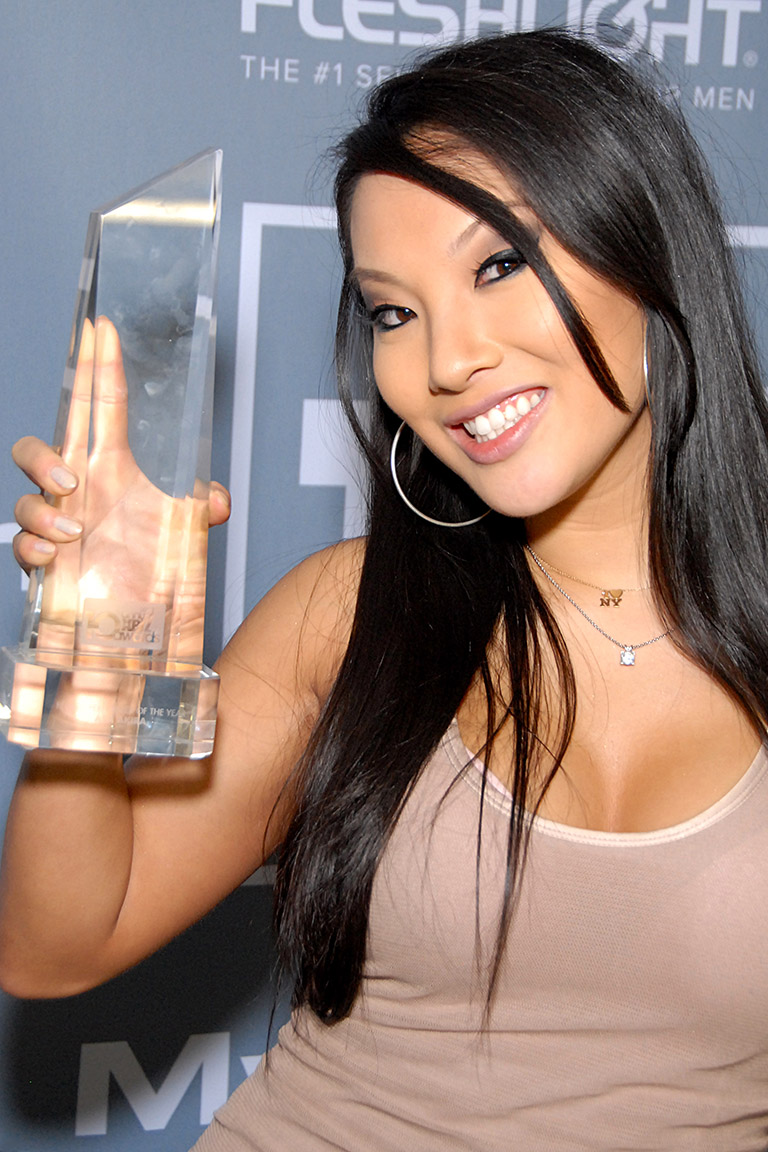
Asa Akira 2012, med sitt XBiz-pris för "Female Performer of the Year".

Asa Akira har två barn, födda 2019 och 2021 och med nuvarande maken Sean Moroney som far. Hon har tidigare (mellan 2012 och 2017) varit gift med branschkollegan Toni Ribas, efter att dessförinnan ha varit ihop med porrskådespelaren Rocco Reed.

## Utmärkelser (urval)[7]
- 2011 – XBiz Award som Female Performer of the Year
- 2012 – AVN Awards för Best Anal Sex Scene / Best Double Penetration Sex Scene / Best Group Sex Scene / Best Tease Performance / Best Three-Way Sex Scene: G/B/B (alla för Asa Akira Is Insatiable 2)
- —"— – AVN Award för Best Solo Sex Scene (Superstar Showdown 2: Asa Akira vs. Kristina Rose)
- —"— – XBiz Award som Female Performer of the Year
- 2013 – AVN Award för Best Double Penetration Sex Scene / Best Group Sex Scene / Best Three-Way Sex Scene: G/B/B (alla för Asa Akira Is Insatiable 3)
- —"— – AVN Award som Female Performer of the Year
- 2017 – AVN Award för Best Solo/Tease Performance (Asa Akira Goes to Hell)
- —"— – XBiz Award som Best Supporting Actress
- —"— – XBiz Award som Best Actress – Couples-Themed Release
- 2019 – AVN Award som Mainstream Venture of the Year